# Championnat d'Algérie de football de deuxième division 1990-1991
Navigation
Division 2
1989-1990 Division 2
1991-1992
La saison 1990-1991 de Division 2 est la 28e du championnat d'Algérie de seconde division, regroupant 16 clubs. Au terme de la saison, les promus en Division 1 sont le NA Hussein Dey (champion) et l'ES Guelma, alors que le relégation est annulée pour préparer le changement du mode de compétition la saison suivante (passage vers 48 clubs répartis en 3 groupes régionaux).

## Équipes participantes
Légende des couleurs
- Relégué de D1 1989-1990
- Promu de D3 1989-1990

| Club           | Stade                      | Capacité | Wilaya         |
| -------------- | -------------------------- | -------- | -------------- |
| USM Alger      | Stade Bologhine            | 15 000   | Alger          |
| RC Relizane    | Stade El-Intissar          | 25 000   | Relizane       |
| ES Guelma      | Stade Souidani-Boudjemaa   | 15 000   | Guelma         |
| USM Blida      | Stade des Frères-Brakni    | 10 000   | Blida          |
| OM Médéa       | Stade Imam-Lyes            | 15 000   | Médéa          |
| ASO Chlef      | Stade Mohamed-Boumezrag    | 20 000   | Chlef          |
| JSM Skikda     | Stade du 20-Août-1955      | 15 000   | Skikda         |
| MB Batna       | Stade du 1er-Novembre-1954 | 20 000   | Batna          |
| CA Batna       | Stade Mustapha-Sefouhi     | 3 000    | Batna          |
| CC Sig         | Stade Saïd Ahmed           | 10 000   | Mascara        |
| USM Aïn Beïda  | Stade du 24 avril          | 20 000   | Oum El Bouaghi |
| E Collo        | Stade Ben Djamaâ Amar      | 9000     | Skikda         |
| CR Témouchent  | Stade Omar Oucief          | 11 500   | Aïn Témouchent |
| USM Khenchela  | Stade Chahid Hammam Amar   | 5000     | Khenchela      |
| CRB Mecheria   | Stade Communal Guessbaoui  | 4000     | Naâma          |
| NA Hussein Dey | Stade des Frères-Zioui     | 5 000    | Alger          |

## Classement final
| Rang | Équipe           | Pts | J  | G  | N  | P  | Bp | Bc | Diff |
| ---- | ---------------- | --- | -- | -- | -- | -- | -- | -- | ---- |
| 1    | NA Hussein Dey P | 39  | 30 | 15 | 9  | 6  | 29 | 13 | +16  |
| 2    | ES Guelma        | 38  | 30 | 16 | 6  | 8  | 33 | 19 | +14  |
| 3    | USM Blida        | 36  | 30 | 16 | 4  | 10 | 38 | 24 | +14  |
| 4    | USM Alger R      | 34  | 30 | 12 | 10 | 8  | 40 | 25 | +15  |
| 5    | OM Médéa         | 33  | 30 | 11 | 11 | 8  | 23 | 21 | +2   |
| 6    | ASO Chlef        | 32  | 30 | 12 | 8  | 10 | 34 | 26 | +8   |
| 7    | JSM Skikda       | 32  | 30 | 12 | 8  | 10 | 29 | 30 | -1   |
| 8    | MB Batna         | 31  | 30 | 13 | 5  | 12 | 29 | 36 | -7   |
| 9    | CC Sig           | 28  | 30 | 9  | 10 | 11 | 29 | 31 | -2   |
| 10   | USM Aïn Béïda    | 28  | 30 | 10 | 8  | 12 | 28 | 34 | -6   |
| 11   | RC Relizane R    | 27  | 30 | 10 | 7  | 13 | 35 | 28 | +7   |
| 12   | CA Batna         | 27  | 30 | 8  | 11 | 11 | 24 | 26 | -2   |
| 15   | E Collo          | 25  | 20 | 6  | 13 | 11 | 22 | 30 | -8   |
| 14   | CRB Témouchent   | 23  | 30 | 6  | 12 | 12 | 19 | 33 | -14  |
| 15   | CRB Mecheria P   | 22  | 30 | 7  | 8  | 15 | 27 | 44 | -17  |
| 16   | USM Khenchela P  | 21  | 30 | 6  | 9  | 15 | 18 | 36 | -18  |

Promotions et relégations
- Promotion en Division 1 1991-92 (D1)
- Maintenue en Division 2 1991-92 (D2)
- Pas de Relégation

Abréviations
R : Relégué de Division 1 1989-90

P : Promus de Régional D3 1989-90

### Calendrier
Source

### Résultats
| Résultats (▼dom., ►ext.) | ASO | CAB | CCS | CRBM | CRBT | EC  | ESG | JSMS | MBB | NAHD | OM  | RCR | USMAB | USMA | USMB | USMK |
| ASO Chlef                |     | 1-1 | 1-0 | 4-0  | 0-1  | 5-1 | 0-0 | 3-0  | 2-1 | 0-0  | 1-1 | 1-0 | 3-0   | 2-1  | 1-0  | 2-0  |
| CA Batna                 | 0-0 |     | 0-0 | 3-1  | 0-0  | 1-0 | 2-0 | 0-1  | 2-0 | 2-0  | 3-0 | 2-0 | 3-1   | 0-0  | 2-0  | 0-0  |
| CC Sig                   | 2-1 | 4-1 |     | 1-0  | 1-0  | 1-1 | 1-0 | 1-0  | 0-0 | 3-2  | 0-0 | 1-0 | 1-1   | 1-0  | 3-2  | 0-0  |
| CRB Mecheria             | 0-1 | 2-1 | 1-1 |      | 0-0  | 2-0 | 1-1 | 1-2  | 2-2 | 2-1  | 2-0 | 1-1 | 1-1   | 2-1  | 2-1  | 4-1  |
| CRB Témouchent           | 2-0 | 0-0 | 1-0 | 1-1  |      | 0-0 | 0-0 | 2-0  | 3-0 | 0-0  | 2-0 | 2-2 | 0-1   | 1-1  | 1-0  | 3-0* |
| E Collo                  | 2-1 | 0-0 | 1-1 | 2-0  | 1-0  |     | 0-0 | 0-1  | 0-0 | 0-0  | 1-0 | 0-0 | 4-1   | 1-1  | 0-2  | 1-0  |
| ES Guelma                | 1-0 | 4-0 | 1-0 | 1-0  | 1-0  | 1-0 |     | 3-0* | 3-0 | 1-0  | 0-0 | 1-0 | 2-0   | 3-0  | 1-0  | 1-0  |
| JSM Skikda               | 3-1 | 0-0 | 1-1 | 1-1  | 2-1  | 1-1 | 3-1 |      | 3-0 | 1-1  | 1-0 | 2-0 | 1-0   | 0-0  | 2-0  | 2-0  |
| MB Batna                 | 2-1 | 2-1 | 4-2 | 2-0  | 2-2  | 1-0 | 1-0 | 3-0  |     | 1-0  | 1-0 | 2-0 | 1-0   | 1-0  | 1-0  | 1-1  |
| NA Hussein Dey           | 4-0 | 1-0 | 2-0 | 2-1  | 2-2  | 1-0 | 2-0 | 2-1  | 2-0 |      | 0-0 | 1-0 | 2-0   | 0-0  | 1-0  | 3-0  |
| OM Médéa                 | 0-0 | 1-0 | 2-0 | 2-0  | 2-0  | 1-0 | 2-0 | 2-1  | 1-0 | 0-0  |     | 2-0 | 2-2   | 1-0  | 2-2  | 3-0  |
| RC Relizane              | 3-0 | 4-0 | 1-1 | 2-0  | 3-0  | 2-2 | 2-1 | 0-0  | 3-1 | 1-1  | 1-1 |     | 2-0   | 0-1  | 1-0  | 3-0  |
| USM Aïn Béïda            | 0-0 | 0-0 | 2-1 | 3-0* | 2-0  | 2-0 | 0-1 | 1-1  | 3-1 | 2-2  | 2-0 | 2-0 |       | 1-0  | 1-1  | 2-0  |
| USM Alger                | 3-1 | 0-0 | 4-2 | 2-0  | 3-1  | 3-2 | 1-1 | 4-0  | 5-0 | 1-0  | 0-0 | 2-0 | 3-1   |      | 0-2  | 2-1  |
| USM Blida                | 3-0 | 1-0 | 2-1 | 2-0  | 3-0  | 3-1 | 1-0 | 2-0  | 1-0 | 1-0  | 4-1 | 1-0 | 2-0   | 2-2  |      | 3-2  |
| USM Khenchela            | 1-1 | 1-1 | 1-0 | 4-1  | 3-0* | 1-1 | 0-2 | 1-1  | 1-0 | 0-1  | 0-0 | 1-0 | 2-2   | 0-2  | 0-0  |      |

- Victoire à domicile
- Match nul
- Victoire à l'extérieur

## Classement des buteurs
Source : Classement Final des Buteurs
| Rang | Joueur             | Club           | Buts |
| ---- | ------------------ | -------------- | ---- |
| 1    | Noureddine Mourdi  | JSM Skikda     | 11   |
| 2    | Mohamed El-Djezzar | ASO Chlef      | 10   |
| 2    | Tarek Hadj Adlane  | USM Alger      | 10   |
| 3    | Billal Zouani      | USM Blida      | 8    |
| 4    | Farah Khemissi     | ES Guelma      | 7    |
| 5    | Réda Zouani        | USM Blida      | 6    |
| 5    | Lazazi El Hadj     | NA Hussein Dey | 6    |
| 5    | Kada Zahzouh (II)  | CRB Mecheria   | 6    |
| 5    | Boukermi Yassine   | ES Guelma      | 6    |
| 5    | Kedali             | USM Alger      | 6    |
| 5    | Belaidi            | CRB Témouchent | 6    |

Buteurs par équipe
| Club           | Buteurs (buts) |
| -------------- | --- |
| ASO Chlef      | El Djezzar (10), Bensalah (5), Ouden (3), Kadi (2); Benchouia, Mebarki, Ziane, Rekkad, Faradji, Nacef, Benmiloud, Ouaheb, Kouadri, Belgherbi, Bouhella, M'hamedi, Tahraoui (1). |
| CA Batna       | Ghomri (5); Bahri, Meziani, Arrar, Bala (3); Bouarara, Guellati, Atrous, Allal, Aggoun, Bensaci, Dahgal, Ziadi, Mohammedi (1).                                                  |
| CC Sig         | Benkada (5), Bentayeb (5), Haguiga (5), Faradji (3), Karoun (2), Derbak (2), Mustapha (1), Benchohra (1), Mezoued (1), Khenatcha (1), Erbat (1), Akriche (1), Salah Sami (1).   |
| CRB Mecheria   | Zahzouh II (6), Djebbar (4), Benmihi (3), Lebbane (3), Charifi (3), Moumène, Mousli (2), Benziane (1), Merabet (1), Berregad (1), Kadri (1).                                    |
| CRB Témouchent | Belaidi (6), Belhachemi (4), Hachemi (2), Hireche (2), Abid (1), Bouterfes (1), Rabah (1), Boumediene (1), Madani (1).                                                          |
| E Collo        | Guechir (4), Louahème (2), Djoudi (1), Bouzid (1), Mezdour (1), Becit (1), Zeroual (1), Adierim (1).                                                                            |
| ES Guelma      | Farah (7), Boukermi (6), Adjroud (5), Rebahi (5), Ziaya (3), Kerdoussi (2), Ksouri (1), Touahra (1), Chekati (1), Tabouche (1), Mahjoub (1).                                    |
| USM Khenchela  | Haddad II (2), Rebbouh (2), Maâchi (2), Mezedjri (2), Benferha (1), Hezil (1), Bouchouareb (1), Mamen (1), Bekkouche (1), Boussaid (1), Attalah (1).                            |
| JSM Skikda     | Mourdi (11), Kerboua (5), Boulabaiez (4), Lalaoua (3), Boudrouma (2), Djerrou I (1), Djerrou II (1), Bouchtata (1), Kerrout (1).                                                |
| MB Batna       | Kial (5), Frahtia (4), Saâdna (4), Saraoui (3), Adjel (3), Koulib (3), Zender (2), Benyahia (2), Daloui (1), Talbi (1), Bentounsi (1).                                          |
| NA Hussein Dey | Lazazi (6), Khellili (4), Soltani (4), Allili (4), Adjali (3), Hamaidi (2), Guennoun (2), Adel (1), Zaoui (1), Ouaguenouni (1).                                                 |
| OM Médéa       | Benkhalidi (5), Messaoudi (3), El-Mehnaoui (3), Aissan (2), Zaibek (2), Kerrache (2), Benkouar (2), Abed (1), Benmehel (1), Saber (1), Benkhalidi (1).                          |
| RC Relizane    | Bouras (5); Lahmar, Laroussi, Amraoui, Ben Ahmed, Khatem, Benabbou (3); Chiha, Benyoucef, Chalabi, Merzoug (2); M'hamedi, Khedimi, Meguenni, Sebbah (1).                        |
| USM Aïn Béïda  | Bellili (5), Bentayeb (5), Zeghbib (3), Belamri (2), Amiar (2), Kedida (2), Yahi (1), Allam (1), Younes (1), Cherfioui (1), Hemaida (1), Kaddour (1).                           |
| USM Alger      | Hadj Adlane (10), Kedali (6), Lalili (5), Belhadj (4), Moussouni (3), Touati (3), Rahim (2), Benameur (1), Soumatia (1), Salhi (1), Abdellaoui (1).                             |
| USM Blida      | B. Zouani (8), R. Zouani (6), Idirem (5); Hafsi (3); Zaghzi, Mekhalfia, Mehdaoui (2); Yacef, Benmansour, Louzri, Belhocine, Azzout, Alleg (1).                                  |

## Bilan de la saison
- Meilleure attaque : USM Alger (40 buts)
- Meilleure défense : NA Hussein Dey (13 buts)
- Premier but de la saison : Rachid Boulabaïez (JSM Skikda) le 7 septembre 1990 (1re Journée) lors de la rencontre JSM Skikda 3-1 ASO Chlef à la 15e minute (pén).
- Dernier but de la saison :
- Premier but contre son camp :
- Premier penalty : Rachid Boulabaïez (JSM Skikda) le 7 septembre 1990 (1re Journée) lors de la rencontre JSM Skikda 3-1 ASO Chlef à la 15e minute (pén).
- Premier doublé :
- Premier triplé : Noureddine Mourdi (JSM Skikda) lors de la rencontre JSM Skikda 3-0 MB Batna le 28 septembre 1990 (4e Journée) aux 56e, 79e et 80e minutes.
- Premier carton rouge :
- But le plus rapide d'une rencontre : Ziaya (ES Guelma) le 15 mars 1991 (20e Journée) lors de la rencontre RC Relizane 2-1 ES Guelma à la 1re minute (25 secondes exactement).
- But le plus tardif d'une rencontre :
- Plus jeune buteur de la saison :
- Plus vieux buteur de la saison :
- Journée de championnat la plus riche en buts :
- Journée de championnat la plus pauvre en buts :
- Nombre de buts inscrits durant la saison : 422 buts
- Plus grand nombre de buts dans une rencontre :
- Plus large victoire à domicile :
- Plus large victoire à l'extérieur :
- Doublé le plus rapide :
- Triplé le plus rapide :
- Les triplés de la saison :
- Plus grand nombre de spectateurs dans une rencontre :
- Plus petit nombre de spectateurs dans une rencontre :
- Plus grande série de victoires consécutives :
- Plus grande série de défaites consécutives :
- Plus grande série de matchs sans défaite :
- Plus grande série de matchs sans victoire :
- Champion d'automne : USM Blida 20 points...15 joué...9 gagnés....2 nuls..4 perdus..15bp /6 bc
- Champion : NA Hussein Dey